# Дозиметар буке
Бука се мери у радним просторијама при затвореним вратима и прозорима, и укљученом систему за проветравање или климатизацију. Ако се у радној просторији често отварају врата или прозори, мерење буке није правилно и неће дати реалне резултате. 
Дозиметар је справа за мерење нивоа буке на радном месту. То је мала и лагана справа коју радник може окачити на каиш или појас, а мали микрофон се може прикачити на оковратнику или крагни, близу уха. Дозиметар прикупља све податке о нивоу буке у радној средини у току осмочасовног радног времена (радне смене). На крају радног времена дозиметар обавештава радника која је просечна вредност буке којој је тога дана био изложен на радном месту. Ова справа је веома корисна у индустрији где бука углавном варира у трајању, интензитету и где радници често мењају локације. Пре коришћења, дозиметар треба нивелисати и правилно применити.
Дозиметар може да се користи највише 8 сати дневно, 5 радних дана у току недеље. Ако дозиметар покаже да је радник био изложен у току радног дана нивоу буке од 90 dB, то је критична или гранична вредност која указује на опасност и обавезну примену мере заштите од буке. У САД и Аустралији критична вредност износи 85 dB, док је у Канади 87 dB.
На измерену просечну вредност буке коју је дозиметар регистровао увек треба додати још 3 до 5 dB за спецификовање у регулисању тачнијег нивоа буке на радном месту.
Количина буке којој је радник био изложен током радног дана изражена је у виду процента од максимално дозвољеног излагања буци. Ако радник прими количину буке од 100% током радног времена, то значи да је био изложен максималној буци коју сме да прими без последица. На пример, са критичним нивоом од 90 dB и регулисаним нивоом од 3 dB, у осмочасовном излагању буци од 90 dB раднике је изложен максималној дози од 100%.
На радним местима где јачина буке прелази 90 dB, мора се осигурати посебна лична заштитна средства против буке. Погоне и делове погона у којима јачина буке прелази 90 dB потребно је посебно означити. При решавању проблема заштите од буке, треба водити рачуна о извору буке, преносу вибрација и деловању на особу која је директно и индиректно изложена буци.

## Стандардизација

### Међународни стандарди
Међународно тело које прописује техничке захтеве таквих инструмената као ниво звука метара и дозиметара је Међународна електротехничка комисија (ИЕЦ) са седиштем у Женеви, а начин њиховог коришћења се обично даје у ИСО публикацији. Међутим, у било које политичке регије, локални закони примењују као и ИСО ИЕЦ публикација само имају статус "препорука" и да земље могу - и јесте - имају свој сопствени скуп правила - од којих су многи технички мањкав, а у неким случајевима научно немогуће. Сваки нови пропис чиме је концепт "дозе"% више бесмисленом."100%" доза је различит у различитим земљама, али многи корисници не разумеју и да купите ниске цене УСА изграђене дозиметре којој амерички "100%" није био у праву за своје локалне прописе и обично веома потценили буци

### Војни стандарди
МИЛ-С-1474  Овај стандард утврђује акустичне буке границе и прописује захтеве за тестирање и мерне технике за утврђивање усаглашености на буку рокова овде наведено. Овај стандард се односи на стицање и производа за унапређење свих пројектованих или купио (не-развојних јединица) система, подсистема, опреме и објеката који емитују шумове. Овај стандард је намењен за решавање нивоа буке емитују током пуног обима типичним радним условима.
Топ-1-2-608А  Ова операција поступка испитивања (ТОП) описује процедуре за мерење нивоа буке преносе кроз ваздух у развоју и производњи материјалних средстава као начина оцењивања на личну безбедност, безбедност разумљивост говора, од акустичног откривања и препознавања, заједнице и непријатност. Она обухвата тестове за стабилног стања буке из војних возила и опреме, као и опште импулса буке из система наоружања и експлозивних направа-материјала.

## Смањени дозвољени нивои
ОСХА 29 ЦФР 1910,95 стандард захтева да се обезбеди послодавац, али не и мандат, заштиту слуха у 90 дБА када у просеку више од 8 сати (ТВА). Излагање од 85 дБА, када у просеку више од осам сати радног периода, послодавац има мандат да спроводи програм очувања слуха, дају аудиограми запосленима, обезбеди заштиту слуха, као и обуку за коришћење заштиту слуха. Остали захтеви се такође захтева од стране послодавца, а наведени су у заштиту на раду (ОСХА) 29 ЦФР 1910,95 раду буци Стандард Током 1980-их и 1990-их велики број радника, утврдио је да '90дБА лимит за 8 часова био је сувише висок и неприхватљив број радника ће бити оштећен на овим нивоима, тако да ниво од 85 дБ (А) за 8 сати је осетио да буде бољи критеријум. Чак и касније, ЕУ је смањила границе још даље до 80 дБ (А) имамо данас, како је дато у Великој Британији "Контрола буке на раду 2005.". Ови прописи прате помно Директива ЕУ 2003/10/ЕЦ.
Даља компликација за дизајнера звука мерач нивоа је да је схватио да би један веома висок шум тренутно оштетио слух, тако да граница била постављена од стране тадашње Европске заједнице, тако да радник не би смео да буде изложен РМС звучног притиска више од 200 Па - носно 140 дБ ре 20 μПа - и да то треба да се мере коришћењем инструмента без фреквенцијске тежине. То док добра идеја, била је патентна бесмислица 200 Па може бити генерисан од стране возова који пролази кроз тунеле, затварање врата, у ствари, многе свакодневне ствари може да изазове такав талас притиска испод фреквенција које су се чуле и може довести до оштећења слуха. Сходно Ц-фреквенција-пондерисање је прецизирао да се измери врхунац јер има раван фреквентни одзив од 31 Хз до 8 kHz. Међутим, пропустио је значајну количину енергије и важног новог фреквенције пондерисање 'З' (нула) пондерисање је наведен у ИЕЦ 61672: 2003 који има раван одговор од најмање 20 Хз до 10 kHz.

## Компаније
Следеће главне произвођача су међу онима који нуде садашње технологије PSEM, тврдио да се у складу са IEC 61252: 1993. Инжењер који је био члан радне групе у то време прати.
- Denmark Brüel & Kjær P. Hedegaard
- United Kingdom Casella CEL Ltd. R.Tyler
- United Kingdom Cirrus Research plc R.W. Krug
- United Kingdom Pulsar Instruments plc A.D.Wallis
- USA Quest Technologies Inc. E. Kuemmel
- France 01dB-Metravib Архивирано на веб-сајту  (15. април 2012)